# Мотыжев, Сергей Владимирович
Сергей Владимирович Мотыжев (укр. Сергій Володимирович Мотижев; 22 октября 1946, Севастополь, Крымская область — 29 июля 2024) — советский, украинский и российский учёный, доктор технических наук, лауреат Государственной премии Украины в области науки и техники.

## Биография
Родился в 1946 году в Севастополе, в 1965 году окончил школу с золотой медалью. В 1974 году заканчивает Севастопольский филиал Одесского политехнического института по специальности «Радиотехника». С 3-го курса работал в морском гидрофизическом институте.
Несколько лет занимался гидронавигацией, с 1980-х годов занимается разработкой измерительных систем со спутниковой и другой телеметрией. Разработал несколько систем дрейфующих подвижных буев.
В 1999 году защитил докторскую диссертацию «спутниковая дрифтерная технология для изучения океана и атмосферы». До 2014 года — ведущий научный сотрудник Морского гидрофизического института НАН Украины, доктор технических наук.
Лауреат Государственной премии Украины в области науки и техники (2005) — за цикл научных трудов «Решение проблем рационального природопользования методами аэрокосмического зондирования Земли и моделирования геодинамических процессов», соавторы Греков, Леонид Дмитриевич, Довгий, Станислав Алексеевич, Коротаев, Геннадий Константинович, Паталаха, Евгений Иванович, Попов, Михаил Алексеевич, Рокитянский, Игорь Иванович, Сахацкий, Алексей Ильич, Трофимчук, Александр Николаевич, Федоровский, Александр Дмитриевич.
После аннексии Крыма Россией принял российское гражданство и продолжил работу в Крыму.
Умер 29 июля 2024 года в возрасте 77 лет.

## Научная деятельность
Автор и соавтор около 180 научных работ, включая 42 авторских свидетельства на изобретения и патента. Основной научный интерес — создание и внедрение измерительно—информационных технологий оперативного буйкового мониторинга Мирового океана. С 2015 года по настоящее время — руководитель научного направления по приборостроению МГИ РАН. В 1996 году создал внедренческое предприятие — ООО «Марлин-Юг». В настоящее время фирма занимает лидирующие в мире позиции в области буйкового приборостроения, поставляя инновационное оборудование для российских нужд и в мировые научные центры.
Регулярно принимал участие в научных конференциях.
В 2020 году система буйков, разработанная ООО «Марлин-Юг» была внедрена на водохранилищах Крыма.